# Крысов, Василий Иванович
Васи́лий Ива́нович Кры́сов (14 марта 1928, Симоновск, Мари-Турекский район, Марийская АССР, РСФСР, СССР — 17 июня 2017, Йошкар-Ола, Россия) — свинарь колхоза имени С. Кирова Мари-Турекского района Марийской АССР (1958―1988). Герой Социалистического Труда (1976). Дважды кавалер ордена Ленина (1973, 1976).

## Биография
Родился 14 марта 1928 года в деревне Симоновск ныне Мари-Турекского района Марий Эл в марийской крестьянской семье.
Образование ― 6 классов.
В 1947―1959 годах ― скотник совхоза «Павловский», в 1958―1988 годах, после реорганизации совхоза ― свинарь колхоза имени С. Кирова Мари-Турекского района Марийской АССР. Благодаря применению интенсивных методов откорма свиней достиг высоких результатов в производстве и сдаче мяса государству. В 1960 году откормил 1070 свиней, получил за 11 месяцев 115 тонн чистого мяса. Рассказал об этом в книге «Как я откормил 2000 свиней», вышедшей в свет в 1961 году в Маркнигоиздате в Йошкар-Оле. В 1962 году вместе с женой Лидией Петровной откормил уже 2076 голов и получил привес в 793 центнера. 22 января 1963 года стал «Отличником социалистического соревнования сельского хозяйства РСФСР». Рассмотрев итоги социалистического соревнования работников свиноводческих ферм за 1962 год, бюро Марийского обкома КПСС и Совет Министров республики 18 января 1963 года присвоили ему звание «Лучший свинарь Марийской АССР». В 1966 году он получил 422 центнера привеса свинины, при среднесуточном привесе 444 грамма, средним живым весом одной головы, сданной государству, по 82 килограмма. По итогам года, в январе 1967, ему, как добившемуся высоких показателей в социалистическом соревновании, было присвоено звание «Мастер интенсивного откорма скота». В 1988 году вышел на пенсию в статусе пенсионера союзного значения.
В 1985―1990 годах избирался депутатом Верховного Совета Марийской АССР XI созыва.
В 1976 году ему присвоено высокое звание «Герой Социалистического Труда». Награждён орденами Ленина, Трудового Красного Знамени, медалями ВДНХ и почётными грамотами Президиума Верховного Совета РСФСР и Марийской АССР.
Скончался 17 июня 2017 года в Йошкар-Оле.

## Трудовые звания и награды
- Герой Социалистического Труда (23 декабря 1976)[2][3] ― за выдающиеся успехи, достигнутые во Всесоюзном социалистическом соревновании, проявленную трудовую доблесть в выполнении планов и социалистических обязательств по увеличению производства и продажи государству зерна и других сельскохозяйственных продуктов [4]
- Орден Ленина (6.09.1973, 23.12.1976)[2][3][4]
- Орден Трудового Красного Знамени (26.11.1965)[2][3][4]
- Серебряная медаль ВДНХ (1962)[2][3][4]
- Бронзовая медаль ВДНХ (1969)[2][3][4]
- Юбилейная медаль «За доблестный труд. В ознаменование 100-летия со дня рождения В. И. Ленина» (1970)[4]
- Почётная грамота Президиума Верховного Совета РСФСР (1960)[2][3]
- Почётная грамота Президиума Верховного Совета Марийской АССР (1960, 1978)[2][3]

## Память
Материалы о Герое Социалистического Труда В. И. Крысове хранятся в фондах Краеведческого музея имени В. П. Мосолова и  Мари-Турекской центральной библиотеки Марий Эл. 